# Plaza Farragut
La Plaza Farragut (en inglés, Farragut Square) es un espacio público sutuado en el Distrito 2 de Washington D. C. (Estados Unidos). Limita con K Street NW al norte, I Street NW al sur, al este y al oeste con segmentos de 17th Street NW e interrumpe la Avenida Connecticut NW. Es el parque hermano de la Plaza McPherson dos cuadras al este. Cuenta con dos paradas en el sistema ferroviario del Metro de Washington: Farragut North en la Línea Roja y Farragut West en las Líneas Azul, Naranja y Plata.

## Descripción
Esta plaza es un centro del downtown, en un bullicioso distrito comercial y de negocios durante el día. El vecindario incluye importantes hoteles, oficinas legales y profesionales, oficinas de medios de comunicación, agencias de viajes y muchos restaurantes, incluidos dos patios de comidas subterráneos. A veces se programan eventos para las multitudes a la hora del almuerzo que se reúnen en la plaza y sus alrededores, como la serie gratuita Farragut Fridays, que se lleva a cabo todos los viernes desde las 9 am hasta el anochecer desde julio hasta septiembre, que presenta espacios de trabajo y relajación al aire libre, entre otras atracciones. El parque es escenario de pasatiempos populares de la ciudad como películas al aire libre y yoga en el parque.
La institución más destacada en la plaza es el Army Navy Club en el sureste. Desde el auge de la construcción comercial de la década de 1960, hay pocas propiedades residenciales en el área y la plaza está mayormente tranquila después del horario comercial. Muchas de las tiendas de sándwiches y cafeterías que atienden a los trabajadores del vecindario cierran antes de la hora de la cena, al igual que muchos vendedores ambulantes.
De lunes a viernes, varios gastronetas se congregan en las calles que rodean la plaza Farragut.

## Estatua

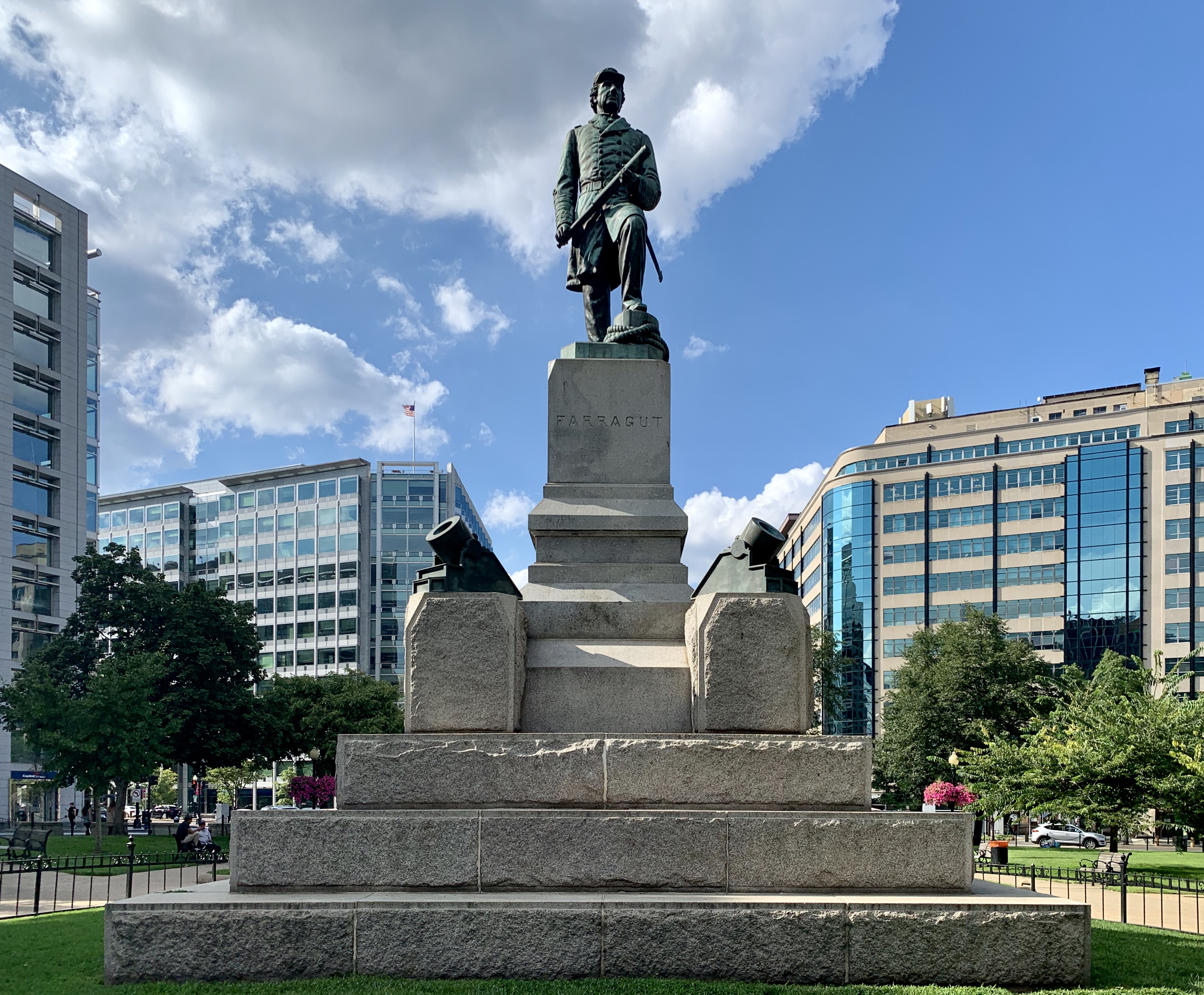
Almirante David G. Farragut

En el centro de la plaza hay una estatua de David G. Farragut, un almirante de la Unión en la Guerra de Secesión famoso por reunir a su flota con el grito "Damn the torpedoes, full speed ahead!" ("¡Malditos torpedos, adelante a toda velocidad!") Fue el "Primer Almirante de la Armada". Su única inscripción es "Farragut". La estatua fue patrocinada por una ley del Congreso, autorizando 20 000 dólares el 16 de abril de 1872. Fue esculpido por Vinnie (Ream) Hoxie y dedicado el 25 de abril de 1881 por el presidente James A. Garfield y la primera dama Lucretia Garfield.
La estatua y el parque son mantenidos por el Servicio de Parques Nacionales y administrados como parte de su unidad National Mall and Memorial Parks. Una propuesta para construir un estacionamiento subterráneo debajo fue rechazada en 1961.